# 지바현도 제1호선
1번 지바현도(일본어: 千葉県道1号市川松戸線→지바현도 1호 이치카와-마츠도선)는 지바현 이치카와시에서 마츠도시까지 이어주는 총 연장 4.637 km의 주요 지방도이자 현도(縣道)다.

## 노선 정보
- 기점: 지바현 이치카와시 이치카와 ("이치카와히로코지" 교차로에서 14번 국도, 60번 지바현도와 283번 지바현도가 서로 교차함)
- 종점: 지바현 마츠도시 고야마("마츠도니추" 교차로에서 국도 제6호선, 5번 지바현도와 54번 지바현도가 서로 교차함)
- 총 연장: 4.637km

## 접속 도로 등
- 도로는 국도, 도현도(都縣道), 고속도로만 포함한다.
- 전 구간이 지바현에 있음.

| 시설 명칭                                                                           | 접속 도로 및 하천 등                                                      | 소재지     |
| ----------------------------------------------------------------------------------- | ------------------------------------------------------------------------- | ---------- |
| 이치카와히로코지 교차로 (市川広小路交差点)                                          | 14번 국도 60번 지바현도(국도 14호선과 중복됨) 283번 지바현도              | 이치카와시 |
| 게이세이 본선의 고가                                                                | 고노다이역                                                                | 이치카와시 |
| (교량)                                                                              | 마마강                                                                    | 이치카와시 |
| 와요 여자 대학 캠퍼스 부근 지바 상과 대학 캠퍼스 부근 도쿄 의과치과대학 캠퍼스 부근 |                                                                           | 이치카와시 |
| (지하)                                                                              | 야기리역 (호쿠소 철도 호쿠소선)                                           | 마츠도시   |
| 마츠도IC키타 교차로 (松戸IC北交差点)                                                | 298번 국도 마츠도 나들목(도쿄 외환 자동차도)                              | 마츠도시   |
| 마츠도니추 교차로 (松戸二中交差点)                                                  | 마츠도 차량 센터 6번 국도 5번 지바현도 54번 지바현도(5번 지바현도와 중복) | 마츠도시   |

## 사진

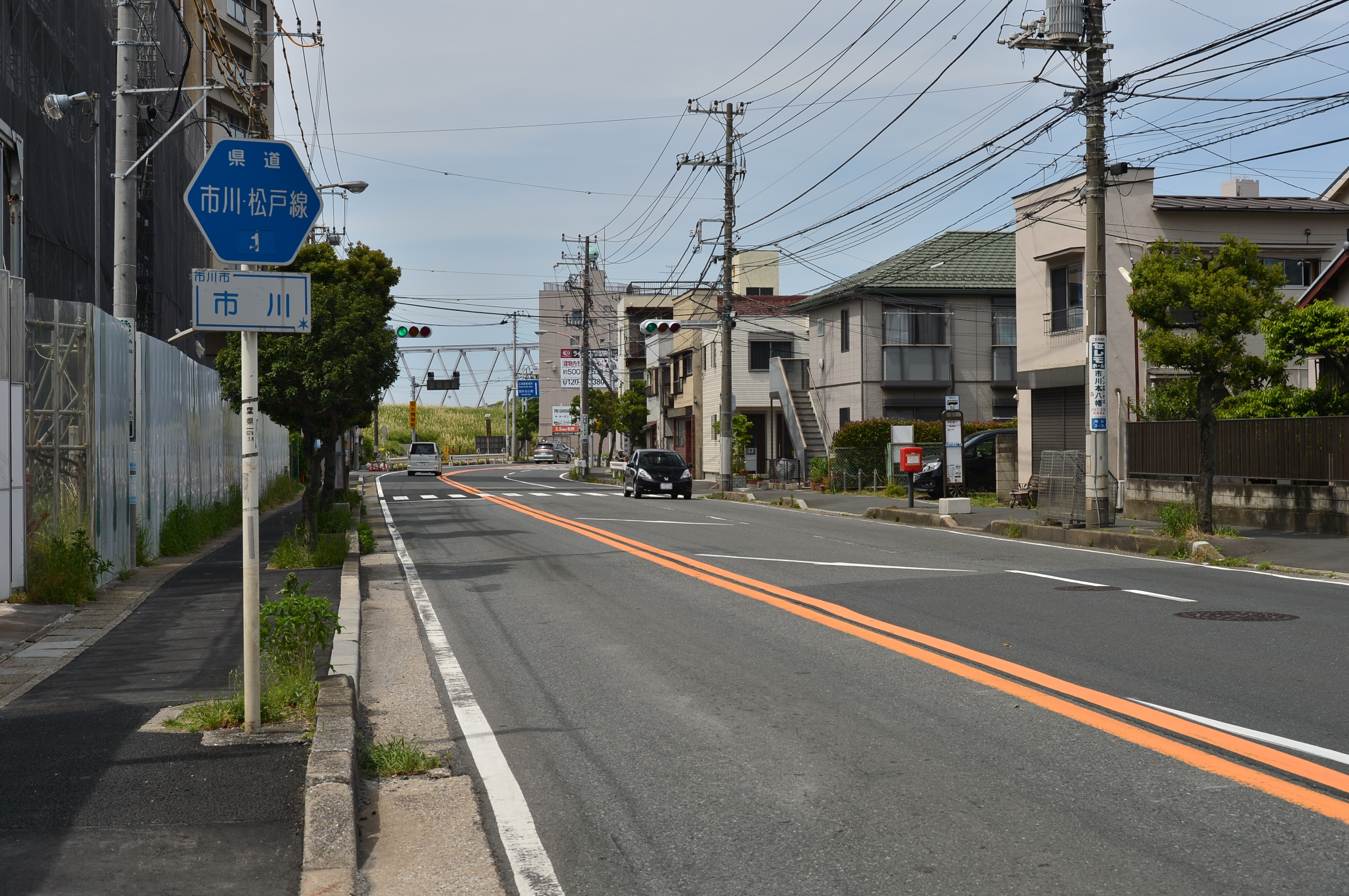
기점 부근에서부터 고노다이역 방면을 바라본 모습(2016년 5월)
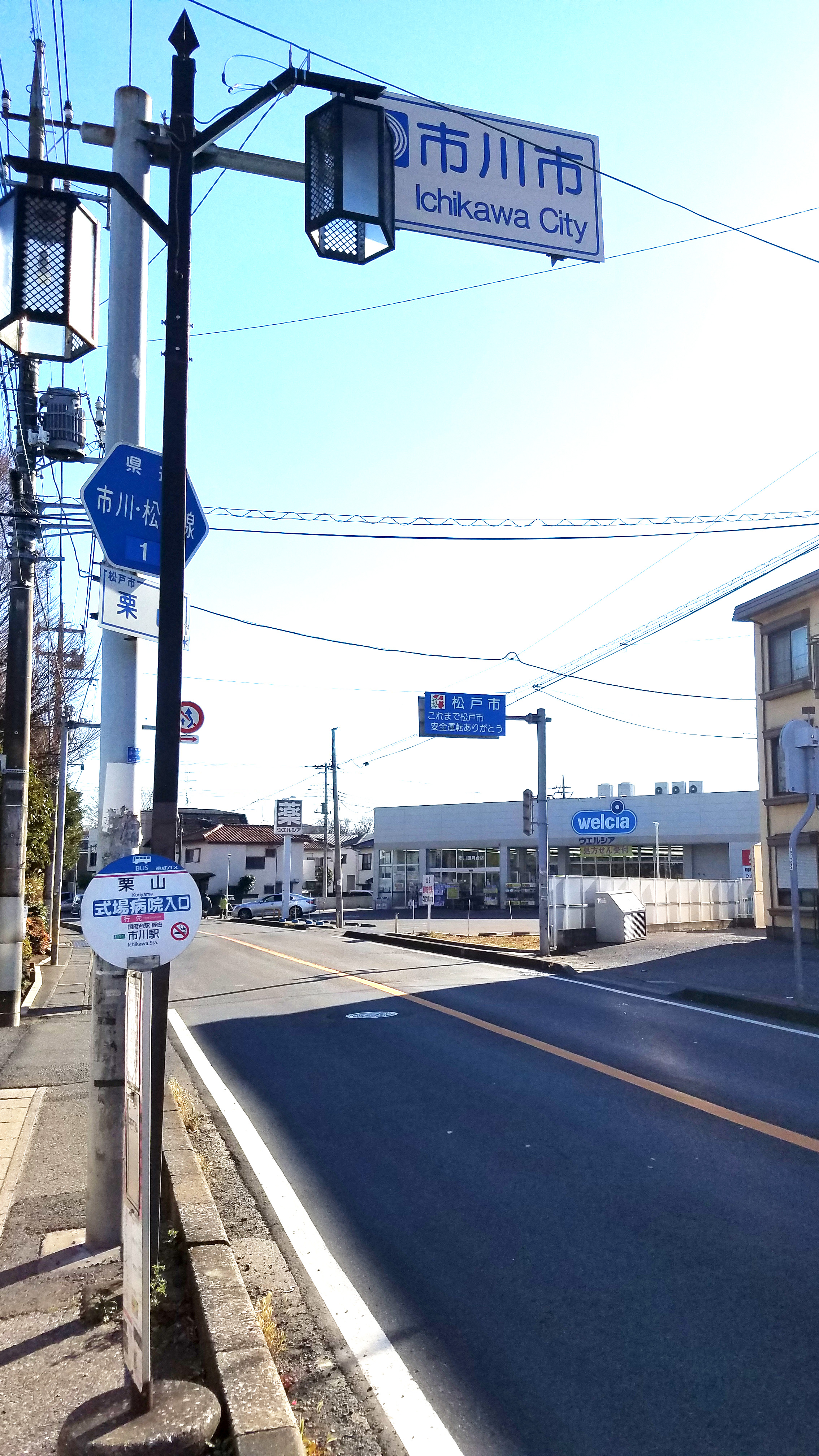
이치카와시와 마츠도시 경계 모습(2019년 10월)